# Église Saint-Georges de Sopotnica
Pour les articles homonymes, voir Église Saint-Georges.
L'église Saint-Georges (en serbe cyrillique : Црква Светог Ђорђа ; en serbe latin : Crkva Svetog Đorđa) est située en Bosnie-Herzégovine, sur le territoire du village de Sopotnica et dans la municipalité de Novo Goražde. Elle remonte au XVe siècle et est inscrite sur la liste des monuments nationaux de Bosnie-Herzégovine.